# Miroslav Beránek (lední hokejista)
Miroslav Beránek (27. ledna 1945 – 8. září 2020) byl český hokejový obránce.

## Hokejová kariéra
V československé lize hrál za TJ CHZ Litvínov, Duklu Jihlava a TJ Sparta Praha. V nižších soutěžích hrál za TJ Baník ČSA Karviná. Za reprezentaci Československa nastoupil v roce 1966 ve 4 utkáních.

## Klubové statistiky
| Sezona    | Klub                 | Soutěž  | Základní část | Základní část | Základní část | Základní část | Základní část |
| Sezona    | Klub                 | Soutěž  | Z             | G             | A             | B             | TM            |
| --------- | -------------------- | ------- | ------------- | ------------- | ------------- | ------------- | ------------- |
| 1961/1962 | Jiskra SZ Litvínov   | 1. liga | 1             | 0             | 0             | 0             | -             |
| 1962/1963 | CHZ Litvínov         | 1. liga | 23            | 3             | -             | -             | -             |
| 1963/1964 | CHZ Litvínov         | 1. liga | 31            | 3             | -             | -             | -             |
| 1964/1965 | Dukla Jihlava        | 1. liga | 10            | 2             | 0             | 2             | -             |
| 1965/1966 | Dukla Jihlava        | 1. liga | 32            | 8             | 5             | 13            | -             |
| 1966/1967 | CHZ Litvínov         | 1. liga | 36            | 6             | 7             | 13            | -             |
| 1967/1968 | CHZ Litvínov         | 1. liga | 36            | 4             | 7             | 11            | -             |
| 1968/1969 | TJ Sparta Praha      | 1. liga | 35            | 3             | 6             | 9             | -             |
| 1970/1971 | TJ Sparta Praha      | 1. liga | 35            | 2             | -             | -             | -             |
| 1971/1972 | TJ Sparta Praha      | 1. liga | 27            | 0             | 2             | 2             | -             |
| 1972/1973 | TJ Sparta Praha      | 1. liga | 23            | 1             | 0             | 1             | -             |
| 1973/1974 | TJ Baník ČSA Karviná | 2. liga | -             | -             | -             | -             | -             |
| 1974/1975 | TJ Baník ČSA Karviná | 2. liga | -             | -             | -             | -             | -             |
| 1975/1976 | TJ Baník ČSA Karviná | 2. liga | -             | -             | -             | -             | -             |
| 1976/1977 | TJ Baník ČSA Karviná | 2. liga | -             | -             | -             | -             | -             |
| 1977/1978 | TJ Baník ČSA Karviná | 2. liga | -             | -             | -             | -             | -             |
| 1978/1979 | TJ Baník ČSA Karviná | 2. liga | -             | -             | -             | -             | -             |
| 1979/1980 | TJ Baník ČSA Karviná | 2. liga | -             | -             | -             | -             | -             |